# 登哈洛
登哈洛（Dunharrow）是托爾金奇幻小說裡中土大陸的地點，為洛汗國在白色山脈內的要塞，位於洛汗的西南方之處。「登哈洛」的名字來自古英語。
登哈洛最早是由第二紀元的山中居民所建造的，位於一處懸崖的頂端，四周環繞著白色山脈，從該處可俯瞰下方的哈洛谷。從哈洛谷通往登哈洛的唯一通路是一條蜿蜒的道路:78，在該路的每個拐彎處皆有神秘的雕像。登哈洛內有一條路通往白色山脈內的亡者之道，路旁有著不規則的立石。
在第三紀元的洛汗歷史上，登哈洛多次成為洛汗人在戰亂時的避難所。魔戒聖戰時期，亞拉岡、勒苟拉斯、金靂和灰衣部隊途經登哈洛，步入亡者之道招喚亡靈軍隊實現誓言。稍後，希優頓王也在登哈洛集結人馬，並從該地出發前去援助被魔多軍隊圍困的米那斯提力斯。